# 할라파 (할라파주)

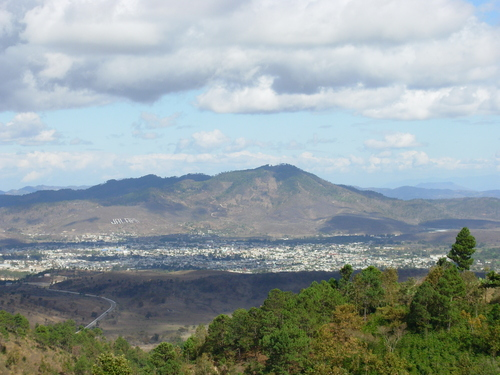

할라파(스페인어: Jalapa)는 과테말라의 도시로 할라파 주의 주도이며 면적은 544km2, 높이는 1,362m, 인구는 122,483명(2002년 기준)이다. 과테말라의 수도인 과테말라 시에서 101km 정도 떨어진 곳에 위치한다.